# Vocal compilation 90's hits vol.2 〜female〜 at the BEING studio
『vocal compilation 90's hits Vol.2 〜female〜 at the BEING studio』（ヴォーカル・コンピレーション・ナインティーズ・ヒッツ・ボリュームツー フィメール アト・ザ・ビーイング・ステューディオ）はビーイング側がリリースしたコンピレーションアルバム。

## 内容
B'zの松本孝弘がプロデュースした七緒香の楽曲を2曲、織田哲郎がプロデュースした作詞家の中沢晶率いるBA-JIの楽曲を1曲収録しているが、長戸大幸のプロデュース作品として収録したアルバム。アルバムタイトルに「hits」と書いてあるにもかかわらず、一回も10位以内に入らなかった楽曲を中心に収録されており、プレミアムトラックでは、川島だりあが当時、WANDSのメンバーだった上杉昇とフィーチャーした楽曲を初収録した。

## 収録曲
1. 恋は舞い降りた（七緒香）
作詞:七緒香 作曲:松本孝弘 編曲:松本孝弘・徳永暁人
2. 街（七緒香）
作詞:七緒香 作曲:松本孝弘 編曲:松本孝弘・徳永暁人
3. メとメで伝心（SO-FI）
作詞:岩切玲子 作曲・編曲:大島こうすけ
4. 孤独のRunaway（W-NAO） - 原曲:安宅美春
作詞:稲葉浩志 作曲:松本孝弘 編曲:池田大介
5. 太陽のKomachi Angel（W-NAO） - 原曲:B'z
作詞:稲葉浩志 作曲:松本孝弘 編曲:池田大介
6. ジュテーム（坪倉唯子）
作詞:大津あきら 作曲:織田哲郎 編曲:池田大介
7. 遊びに行こうよ（BA-JI）
作詞:中沢晶 作曲:織田哲郎 編曲:織田哲郎・BA-JI
8. HAPPY BIRTHDAY FOR YOU（秋吉契里）
作詞・作曲:秋吉契里 編曲:C. Crew
9. きっと ふたり 会えてよかった（柳原愛子）
作詞:向井玲子 作曲:栗林誠一郎 編曲:池田大介
10. Tears（森下由実子）
作詞:向井玲子 作曲:川島だりあ 編曲:明石昌夫
11. 街中の素敵 みんな着飾って（中原薫）
作詞・作曲:川島だりあ 編曲:大島こうすけ
12. いますぐ 夏へ 連れ去って…（Beaches）
作詞:黒澤摩璃子 作曲:瀬木祐未子 編曲:池田大介
13. それだけなのに…（川島だりあ feat. 上杉昇） - Premium Track
作詞・作曲:川島だりあ 編曲:倉田冬樹